# Sarah Iversen
Pour les articles homonymes, voir Iversen.
Sarah Iversen, née le 10 avril 1990 à Frederiksberg, est une handballeuse internationale danoise évoluant au poste de pivot. 

## Biographie
Sa sœur, Rikke Iversen, est également handballeuse internationale au poste de pivot.

## Palmarès

### En club
compétitions nationales
- championne du Danemark en 2017 (avec Nykøbing Falster HK)

### En sélection
championnats du monde
- 6e du championnat du monde 2017

championnats d'Europe
- 8e du championnat d'Europe 2018

### Distinctions individuelles
- meilleur pivot du championnat du Danemark en 2015[3]